# Lente a contatto

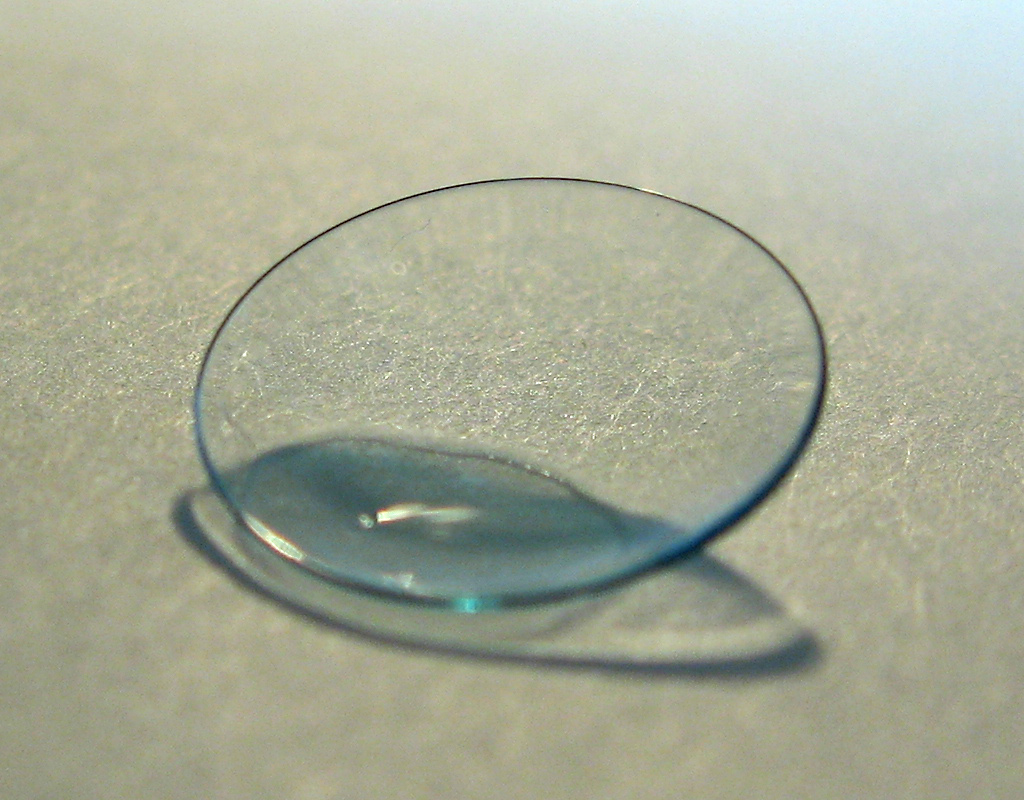
Lente a contatto (rigida).

Le lenti a contatto (anche abbreviate Lac o LC) sono dispositivi medici (DM) a forma di piccola calotta trasparente, che vengono applicati sulla superficie oculare indicate per la correzione della maggior parte dei difetti di rifrazione o ametropie (miopia, ipermetropia, astigmatismo). Specifiche lenti a contatto sono in grado di correggere sia l'ametropia sia la presbiopia. Le lenti a contatto permettono di compensare alcuni anomalie refrattive che non sono compensabili con occhiali (ad es. cheratocono).

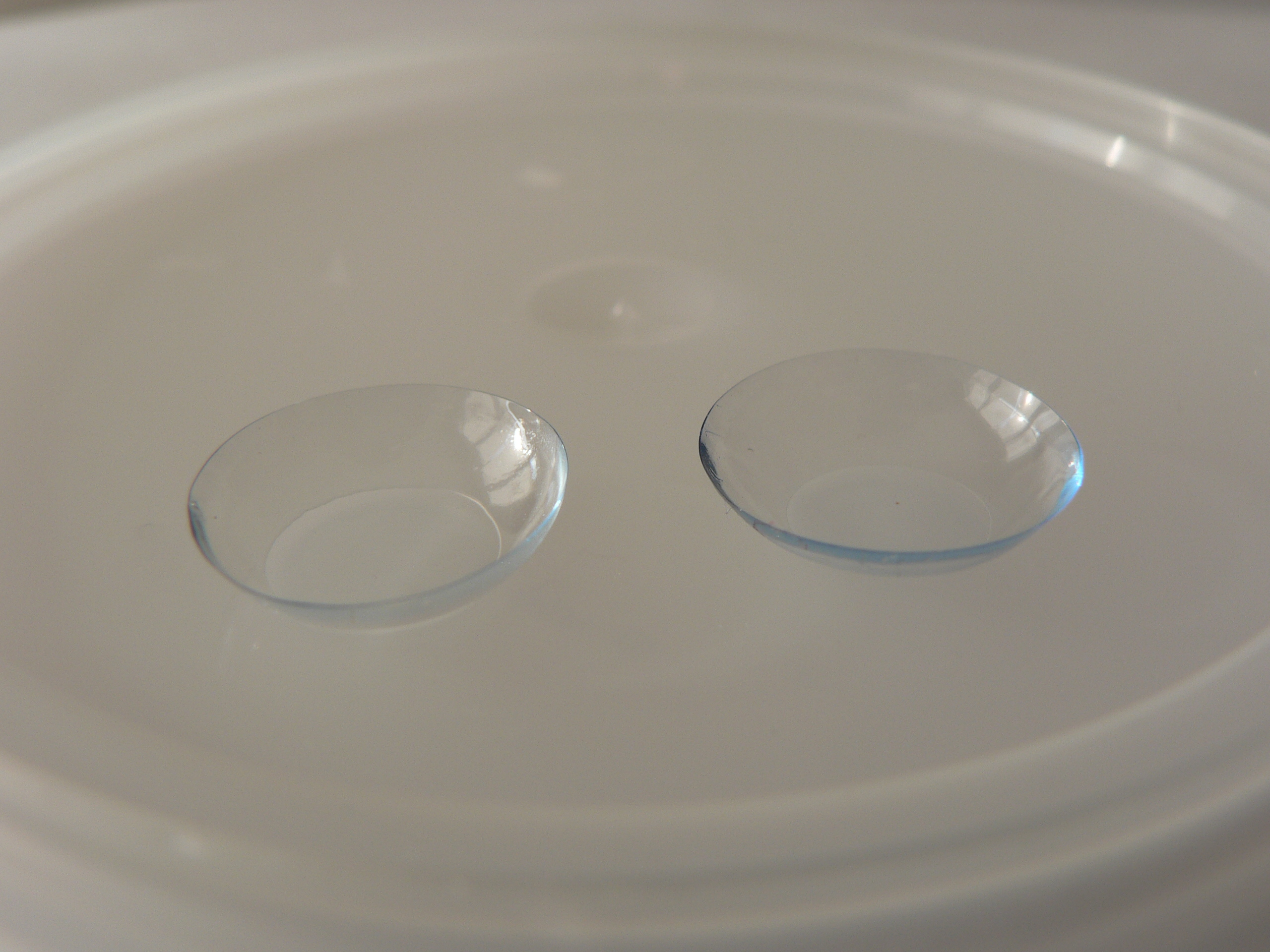
Una coppia di lenti a contatto, con la parte concava rivolta verso l'alto.

Ne esistono di vari tipi, che si dividono per durata, dalla più comune usa e getta alle lenti a ricambio annuale, e per materiale. Le più diffuse sono le lenti a contatto morbide in silicone idrogel, nonché le più economiche. Sul fronte delle lenti morbide stiamo assistendo alla diffusione di un nuovo materiale più biocompatibile del silicone, la glicerina, che ancora rimane poco utilizzato dalle multinazionali per via del costo della materia prima.
Se queste suddivisioni valgono per le lenti morbide, non è certo lo stesso per le rigide gas-permeabili e per le lenti a contatto rigide, che rappresentano però anche l'inizio della storia di questi dispositivi. Rimangono meno diffuse delle lenti morbide a causa della necessità di una costruzione su misura e del discomfort iniziale.

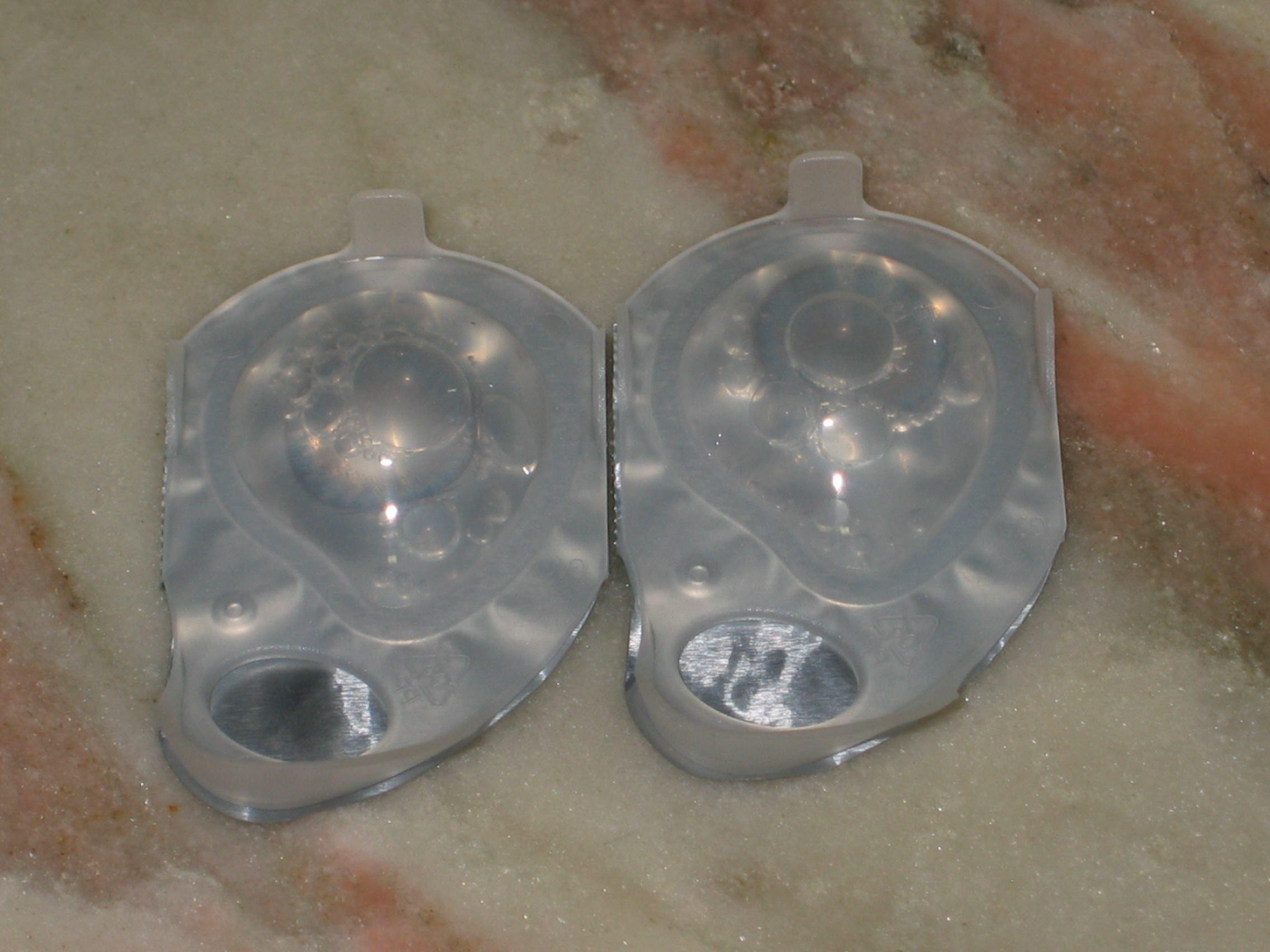
Lenti a contatto usa e getta giornaliere, con colorazione blu per facilitare la manipolazione, in blister singoli.

Ad ogni modo, le lenti a contatto risultano essere una soluzione molto vantaggiosa sia per un uso quotidiano, da mattina a sera, sia per un uso saltuario o finalizzato ad un'attività specifica (attività fisica, hobby), permettendo infatti un maggiore campo visivo. Inoltre, quando sussiste una differenza molto elevata tra un occhio e un altro, le lenti a contatto risultano essere lo strumento di correzione più efficace.
Non tutte le persone sono idonee all'applicazione di Lac; va prima verificata l'idoneità al porto di Lac, ma soprattutto controllato periodicamente (3-6 mesi) la buona condizione dei tessuti oculari e della Lac. La normativa in vigore in Italia stabilisce che "La vendita diretta al pubblico di lenti a contatto su misura, correttive dei difetti visivi, ivi comprese quelle prodotte industrialmente, è, per motivi di interesse sanitario e di tutela della salute, riservata agli esercenti l'arte sanitaria ausiliaria di ottico". Il medico può prescrivere l'uso di Lac; in casi specifici è consigliata una visita medica oculistica preventiva.
La ricerca e l'innovazione scientifica continuano ad essere gli elementi caratterizzanti la contattologia, che continua ad evolversi nello studio di nuovi materiali, per consentire una sempre maggiore trasmissione di ossigeno alla cornea grazie a una minore tendenza alla disidratazione. Questo fa sì che le lenti a contatto oggi possano permettere performance elevate nel massimo comfort.
Effettuare una corretta manutenzione delle lenti a contatto è la regola fondamentale per preservare la funzionalità ottimale e garantire la salute oculare. Solo attraverso una gestione corretta delle fasi di manipolazione, inserimento e rimozione, pulizia e disinfezione e conservazione, si possono ottenere dalle lenti a contatto i migliori risultati ed essere certi di utilizzarle con la massima sicurezza.
Diverse professioni sono coinvolte nella gestione delle lenti a contatto. L'ottico è l'unica figura in grado di effettuare l'insieme di scelta e fornitura delle lenti a contatto. L'optometrista amplia le competenze dell'ottico e sceglie e può fornire direttamente le lenti a contatto, solitamente è il professionista responsabile delle applicazioni su misura o specialistiche. Il medico oculista prescrive le lenti a contatto nell'ambito della cura del paziente.

## Storia
La nascita della lente a contatto si fa risalire a Leonardo da Vinci, che nel 1508 verificò che immergendo l'occhio in una sfera contenente acqua, esisteva un cambiamento ottico fra la superficie interna della sfera di vetro, e quella esterna della cornea.
Successivamente, nel 1636, Cartesio pubblica La diottrica, in cui perfeziona l'idea di Leonardo, spiegando che un tubo riempito d'acqua e appoggiato sulla cornea, avente una lente all'estremità che sia perfettamente sovrapponibile alla cornea stessa, annulla o riduce le anomalie refrattive dell'occhio.

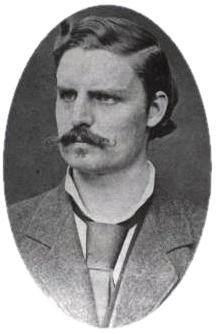
Adolf Gaston Eugen Fick, uno degli inventori delle lenti a contatto moderne.

Le lenti a contatto modernamente intese vanno fatte risalire alle scoperte di Adolf Gaston Eugen Fick, E. Kalt, A.E. Muller, rispettivamente in Svizzera, Francia e Germania. Queste lenti erano in materiale vetroso, ad appoggio sulla sclera, di grande diametro e mal sopportate fisiologicamente.
Le prime lenti in materiale plastico si devono all'ungherese Josef Dallos e all'americano William Feinbloom. I vantaggi rispetto al vetro sono immediati, diminuendo notevolmente il peso. Le prime lenti a contatto corneali rigide nascono nel 1950, aventi diametro inferiore a quello corneale e geometria della superficie posteriore tricurva, progettate da Norman Bier. Le Lac rigide sono ancora utilizzate per la correzione di irregolarità corneali come l'astigmatismo e il cheratocono.
Agli inizi degli anni '60 due ricercatori cecoslovacchi, Drahoslav Lim e Otto Wichterle, progettarono le prime lenti a contatto in idrogel, le morbide, che oggi sono disponibili sul mercato in una gran varietà di materiali con resistenza agli ammiccamenti e permeabilità diversi.
Alla fine degli anni '60 iniziarono ad essere utilizzate anche le prime lenti rigide ortocheratologiche, sviluppate per modificare temporaneamente il profilo corneale fino a correggere il difetto refrattivo. Oggi le lenti per ortocheratologia utilizzano materiali super permeabili all'ossigeno e sono utilizzate per fini correttivi solo durante il sonno, ma inizialmente venivano applicate durante tutto il giorno. Specifiche lenti per ortocheratologia nel 2002 hanno ricevuto l'approvazione della Food and Drug Administration per la correzione della miopia fino a -6.00 diottrie con astigmatismo miopico fino a -2.00 diottrie, limite che si sposta ogni giorno grazie alle innovazioni tecnologiche. Oggi si possono correggere anche leggere ipermetropie.
Dal 2013 sono in corso studi per ottenere lenti a contatto con zoom per lo più a scopi militari, dove per ottenere lo zoom è necessario utilizzare degli occhiali con lenti polarizzate.
Dal 2015 si cerca di realizzare un "sandwich" di lenti con incorporato un dispositivo per il controllo della glicemia attraverso la lacrima e un'antenna per trasmettere i dati direttamente ai computer degli ospedali.

## Permeabilità e trasmissibilità all'ossigeno
Le principali proprietà dei materiali utilizzati da tenere presente per la costruzione delle lenti a contatto sono: permeabilità all'ossigeno, bagnabilità, durezza, resistenza ai depositi, conducibilità termica, peso specifico e spessore, biocompatibilità.
La permeabilità all'ossigeno è caratteristica fondamentale per una buona tollerabilità delle lenti a contatto, dato che la presenza di ossigeno è un fattore indispensabile per il metabolismo corneale. La capacità di trasmettere ossigeno viene indicata come “valore Dk”: “D” rappresenta il coefficiente di diffusione del gas attraverso il materiale, mentre “k” è una costante che indica la quantità di ossigeno presente nel materiale stesso.
Fattore di forte influenza nel passaggio dell'ossigeno è anche lo spessore della lente presa in esame. Una corretta valutazione della permeabilità prescinde necessariamente da esso. Per definire quindi l'esatto apporto di ossigeno proveniente alla cornea con l'applicazione di lenti a contatto, bisogna parlare di trasmissibilità all'ossigeno, ovvero del valore Dk posto in relazione con lo spessore t: Dk/t.
La bagnabilità è la capacità di un liquido di ricoprire una superficie solida ed ha particolare importanza in relazione al mantenimento del film lacrimale, il cui mantenimento è condizione necessaria per la compatibilità tra occhio e lente; questa caratteristica influisce sul comfort del porto.
La biocompatibilità è la mancanza assoluta di reazioni avverse da parte dell'organismo verso un materiale; tutti i materiali per Lac in uso sono biocompatibili.

## Tipi di lenti a contatto
Le lenti a contatto in commercio si suddividono in tre grandi categorie:
- lenti a contatto morbide;
- lenti a contatto rigide;
- lenti a contatto rigide gas permeabili.

### Lenti a contatto morbide
Le lenti a contatto morbide sono caratterizzate dalla presenza, nella loro struttura, di una percentuale di acqua che va dal 35% al 75% e dalla permeabilità dell'ossigeno (possibilità dell'ossigeno di passare attraverso la lente e raggiungere la cornea).
Normalmente, in condizione idratata, le dimensioni di una lente a contatto morbida sono comprese tra i 13 e i 15mm con uno spessore da 0,06 a 0,4mm. Spesso hanno una leggera colorazione (detta tinta di visibilità o più semplicemente v.t.).
L'elevata quantità d'acqua e il materiale in cui sono realizzate fanno sì che queste lenti a contatto possano sporcarsi facilmente e per questo necessitino di un'accurata pulizia.
Si distinguono il porto (wear in inglese) e l'uso (use in inglese). Il porto è quanto a lungo il dispositivo sta nell'occhio; l'uso è quanto il dispositivo può essere usato (o riusato) nel tempo. Si distinguono Lac monouso (disposable o usa-e-getta) e Lac multiuso (si possono pulire, disinfettare e riusare). Con il limite dalle caratteristiche della Lac, ciascun portatore porterà le Lac in modo diverso, per più o meno ore, con una modalità o un'altra. Il dispositivi in commercio permettono un uso e porto senza rimuovere la Lac è 30 giorni (in letteratura Lac rigide sono state portate anche alcuni anni).
Le lenti a contatto possono essere scelte, oltre all'esigenza correttiva, in base alla durata di utilizzo, alla quale è importante attenersi scrupolosamente. Il portatore di lenti a contatto può optare per diverse modalità:
- lenti a contatto a porto giornaliero che vanno utilizzate una sola giornata e poi gettate (daily wear, DW);
- lenti a contatto a porto giornaliero e ricambio frequente, anche dette multiuso (settimanale, quindicinale o mensile), sempre portate con occhi aperti (DW);
- lenti a contatto a ricambio periodico o programmato, multiuso, il cui uso (o "durata") va da oltre 1 mese a 12 mesi (raro);
- lenti a contatto a porto prolungato (o esteso, EW) o continuo (CW) per un porto ininterrotto, giorno e notte, da 2 giorni o più (flexible wear FW), fino a 7 giorni (EW) a 30 giorni (CW); la Lac per porto continuo (CW) può essere solitamente usata anche in altre modalità; la Lac giornaliera DW, non può essere usata in altre modalità.

### Lenti a contatto rigide
Le lenti a contatto rigide sono più piccole e hanno una consistenza e una struttura più “sostenuta” rispetto a quelle morbide. Sono realizzate in pMMA (polimetilmetacrilato), sostanza che non si lascia attraversare dall'ossigeno, il quale raggiunge così l'occhio solo attraverso il ricambio lacrimale. Attualmente si costruiscono in questo materiale Lac di prova, non per il normale uso e porto.

### Lenti a contatto rigide gas permeabili
Chiamate anche, impropriamente, semirigide, le lenti a contatto rigide gas permeabili, a differenza delle rigide, si lasciano invece attraversare dall'ossigeno, e rispettano così la fisiologia corneale grazie all'ossigenazione corneale.

### Lenti cosmetiche
Sono disponibili due tipi di lenti a contatto colorate: opache e intensificanti. Le lenti opache coprono tutta l'iride e, pertanto, la superficie visibile non è altro che il colore della lente stessa; le lenti intensificanti non cambiano il colore degli occhi ma rendono più forte quello già presente. Esistono lenti a contatto colorate che oltre ad avere una funzione puramente cosmetica possono correggere i difetti visivi. Le lenti a contatto cosmetiche sono sempre dispositivi medici e per questo soggette allo stesso tipo di manutenzione.

## Manutenzione
La manutenzione della lente a contatto ha lo scopo di mantenere integre nel tempo le caratteristiche chimico-fisiche del materiale.
La manutenzione ordinaria di queste lenti si divide in diversi processi:
- Pulizia
- Disinfezione
- Risciacquo
- Soluzioni umettanti

### Pulizia
L'azione di pulizia è essenziale per la rimozione dalla superficie della lente di muco e cosmetici, e precede l'azione disinfettante della stessa. La presenza di questi composti diminuisce l'effetto di disinfezione effettuato posteriormente, diminuisce la bagnabilità del materiale ed il comfort d'utilizzo.
Gli agenti pulenti possono essere di natura anionica, non ionica o anfotera. I secondi sono i tensioattivi maggiormente utilizzati, per la loro caratteristica di emulsionare i lipidi, solubilizzando i depositi e rimuovendo i contaminanti presenti nella lacrima.

### Disinfezione
L'azione di disinfezione ha come scopo principale il prevenire uno stato patologico iniziale proveniente da un agente eziologico presente sulla superficie della lente a contatto.
Le soluzioni utilizzate per la disinfezione sono composte da uno o più antisettici, quali il Benzalconio cloruro, il thimerosal e la clorexidina, e da un chelante, quale l'EDTA.

### Risciacquo
L'azione di risciacquo ha la funzione di eliminare gli scarti provenienti dall'azione di disinfezione, mantenere la bagnabilità della superficie e svolgere ruolo di tampone, ovvero di mantenere il livello del pH su valori neutri o lievemente basici (intervallo PH=7,0/7,4). Le soluzioni utilizzate sono prevalentemente "saline" ovvero soluzione fisiologica. 
Le lenti a contatto non vanno mai risciacquate sotto l'acqua corrente, il cui uso può provocare gravi infezioni oculari (causate, ad esempio, da una patologia come la cheratite).

### Soluzioni umettanti
L'azione umettante è necessaria per mantenere l'idrofilia del materiale. L'azione di ricopertura del film lacrimale protegge inoltre la superficie della lente durante l'applicazione, prevenendo la trasmissione dalle dita di depositi sebacei.
I componenti maggiormente utilizzati come agenti umettanti sono l'alcool polivinilico, l'ossido di polietilene, l'idrossietilcellulosa e la metilcellulosa.
| MORBIDE                           | RIGIDE                                          |
| Bassa o elevata ametropia         | Ametropia media o elevata                       |
| Cornea regolare                   | Cornea irregolare                               |
| Buona lacrimazione                | Scarsa lacrimazione                             |
| Uso giornaliero saltuario         | Uso giornaliero permanente                      |
| Attività sportiva                 | Uso sedentario                                  |
| Assenza di patologia corneale     | Presenza di anomalie come Cheratocono           |
| Ipersensibilità alle lenti rigide | Scarsa visione con lenti morbide                |
| Uso correttivo tradizionale       | Uso correttivo tradizionale o ortocheratologico |
| Astigmatismo medio-basso          | Astigmatismo medio e alto                       |